# Instytut Wiedzy i Innowacji
Instytut Wiedzy i Innowacji – powstała w 2006 roku fundacja naukowa i organizacja typu think tank, której celem statutowym jest promowanie i wspomaganie rozwoju społeczno-gospodarczego opartego na wiedzy i innowacjach.

## Władze i zespół
Prezesem Instytutu jest prof. nadzw. dr hab. Krzysztof Piech, wiceprezesem – prof. nadzw. dr hab. Sylwia Pangsy-Kania, członkiem zarządu – dr Mirosława Żurek. Przewodniczącą Rady Programowej Instytutu jest prof. zw. dr hab. Ewa Okoń-Horodyńska, kierownik Katedry Ekonomii i Innowacji Uniwersytetu Jagiellońskiego, przewodniczący Rady Instytutu – dr Grzegorz Szczodrowski z Uniwersytetu Gdańskiego. Instytut współpracuje z grupą około 30 ekspertów z różnych uczelni.

## Działalność
Zgodnie z definicją z Ustawy z 30 kwietnia 2010 r. o zasadach finansowania nauki, Instytut Wiedzy i Innowacji jest jednostką naukową.
Instytut organizuje konferencje i seminaria naukowe, w tym m.in. cykl Konferencji Naukowych pt. „wiedza i innowacje” we współpracy z Uniwersytetem Jagiellońskim, cykl seminariów bitcoinowych we współpracy ze Szkołą Główną Handlową w Warszawie oraz cykl Konferencji Naukowych Młodych Ekonomistów (z różnymi uczelniami), w tym:
- „Strategia Lizbońska a możliwości budowania gospodarki opartej na wiedzy w Polsce” (UJ, Kraków, 2004),
- „Perspektywy rozwoju gospodarki opartej na wiedzy w Polsce” (SGH, Warszawa, 2005),
- „The British best practices in building the knowledge-based economy” (SGH, Warszawa, 2007),
- „Wiedza i innowacje w rozwoju gospodarki: siły motoryczne i bariery” (UJ, Kraków, 2007),
- „Fundusze unijne i przedsiębiorstwa w rozwoju nauki i gospodarki” (UJ, Kraków, 2008),
- „Konkurencyjność, wiedza, innowacje: Polska na tle Europy i współczesnych wyzwań rozwojowych” (SGH, Warszawa, 2008),
- „Ochrona wiedzy i innowacji” (UJ, Kraków 2009)[3],
- „Polska potęgą bitcoin – szanse i zagrożenia” (SGH, Warszawa, grudzień 2013),
- „Bezpieczeństwo nowych polskich giełd bitcoinowych po upadku MtGox” (SGH, Warszawa, marzec 2014),
- „Nowe inicjatywy w świecie bitcoina” (SGH, Warszawa, maj 2014)[4].

Instytut realizował ekspertyzy na zamówienie ministerstw, urzędów marszałkowskich, uczelni i instytutów badawczych i in.
Instytut zawarł (grudzień 2010 r.) z Ministerstwem Nauki i Szkolnictwa Wyższego umowę na sfinansowanie przeprowadzenia programu Life International Future Experience (w ramach programu „Kreator Innowacyjności – wsparcie innowacyjnej przedsiębiorczości akademickiej”) na pięciu uczelniach wyższych w Polsce.
Członek klastra Digital Knowledge Cluster, Polskiej Izby Gospodarczej Zaawansowanych Technologii, Mazowieckiego Klastra ICT, współpraca z Polskim Towarzystwem Ekonomicznym (Oddział w Toruniu).

## Wybrane publikacje
- Unia Europejska w kontekście strategii lizbońskiej oraz gospodarki i społeczeństwa wiedzy w Polsce, red. Ewa Okoń-Horodyńska, Krzysztof Piech, ISBN 978-83-60653-00-3.
- Innowacyjność w budowaniu gospodarki wiedzy w Polsce, red. Ewa Okoń-Horodyńska, Sylwia Pangsy-Kania, 2007, 978-83-60653-01-2.
- Knowledge and innovation processes in Central and East European economies, red. Krzysztof Piech, 2007, ISBN 978-83-60653-03-6.
- Innowacje w rozwoju gospodarki przedsiębiorstw: siły motoryczne i bariery, red. Ewa Okoń-Horodyńska, Anna Zachorowska-Mazurkiewicz, 2007, ISBN 978-83-60653-04-3.
- Wiedza w gospodarce, społeczeństwie  i przedsiębiorstwach, red. Krzysztof Piech, Elżbieta Skrzypek, 2007, ISBN 978-83-60653-05-0.
- Kapitał ludzki i postęp techniczny jako determinanty wzrostu gospodarczego, Krzysztof Cichy, 2008, ISBN 978-83-60653-07-4.
- Innowacyjność w Polsce w ujęciu regionalnym, red. Krzysztof Piech, Sylwia Pangsy-Kania, 2008, ISBN 978-83-60653-08-1.
- Tendencje innowacyjnego rozwoju polskich przedsiębiorstw, red. Ewa Okoń-Horodyńska, Anna Zachorowska-Mazurkiewicz, 2008, ISBN 978-83-60653-09-8.
- Zarządzanie kapitałem ludzkim w gospodarce opartej na wiedzy, red. Elżbieta Skrzypek, Aneta Sokół, 2009, ISBN 978-83-60653-10-4.
- Wiedza i innowacje w rozwoju gospodarczym: w kierunku pomiaru i współczesnej roli państwa, Krzysztof Piech, 2009, 978-83-60653-11-1.
- Innowacyjność w skali makro i mikro, red. Barbara Kryk, Krzysztof Piech, 2009, ISBN 978-83-60653-13-5.
- Kapitał intelektualny i jego ochrona, red. Ewa Okoń-Horodyńska, Rafał Wisła, 2009, ISBN 978-83-60653-14-2.
- Rozwój współpracy sektorów publicznego i prywatnego z wykorzystaniem praw własności intelektualnej, red. Rafał Wisła, 2009, ISBN 978-83-60653-16-6.
- Gospodarka polska po 20 latach transformacji: osiągnięcia, problemy i wyzwania, red. Sylwia Pangsy-Kania, Grzegorz Szczodrowski, 2009, ISBN 978-83-60653-17-3.
- Wiedza i bogactwo narodów historia odkrycia ekonomicznego, David Warsh, 2009 (tłumaczenie), ISBN 978-83-60653-19-7.
- Polityka gospodarcza i finanse w teorii i praktyce, red. Andrzej Poszewiecki, Grzegorz Szczodrowski, 2011, ISBN 978-83-60653-21-0.
- Gospodarka oparta na wiedzy i innowacyjność przedsiębiorstw – wybrane zagadnienia, red. Krzysztof Mieszkowski, Krzysztof Piech, 2010, ISBN 978-83-60653-22-7.
- Innovative Potential in the Dynamic Knowledge-Based Economy, red. Adam Balcerzak, 2011, ISBN 978-83-60653-23-4.
- Ostatni światowy kryzys finansowy. Przyczyny, przebieg, polityka, przedsiębiorstwa, tom III, red. Krzysztof Piech, Kamil Wierus, 2012, s. 993, ISBN 978-83-60653-24-1.
- Kryzysy końca XX wieku – wybrane przypadki, tom I, red. Krzysztof Piech, 2012, s. 1090, ISBN 978-83-60653-25-8.
- Kryzysy światowe i recesje. Teoria, historia, przykłady, tom II, red. Krzysztof Piech, 2012, s. 526, ISBN 978-83-60653-26-5[11].